# Cathédrale de la Sainte-Trinité de Mostar
Pour les articles homonymes, voir Cathédrale de la Sainte-Trinité.
La cathédrale de la Sainte-Trinité (en serbe cyrillique : Саборна црква Свете тројице ; en serbe latin : Saborna crkva Svete trojice) est un édifice religieux orthodoxe serbe située à Mostar, en Bosnie-Herzégovine. Elle a été construite entre 1863 et 1873 et est inscrite sur la liste des monuments nationaux de Bosnie-Herzégovine.
L'église, entièrement détruite lors de la guerre de Bosnie, est en cours de reconstruction.

## Histoire
La cathédrale est construite entre 1863 et 1873.
De style byzantin, elle était l'une des plus grandes églises orthodoxes des Balkans au XIXe siècle.
Elle est entièrement détruite en juin 1992 par les troupes croates du HVO lors de la guerre de Bosnie

La reconstruction de l'édifice, à l'identique, commence en 2009 et sept ans plus tard, le gros œuvre est achevé. Elle devrait être terminée en 2023.

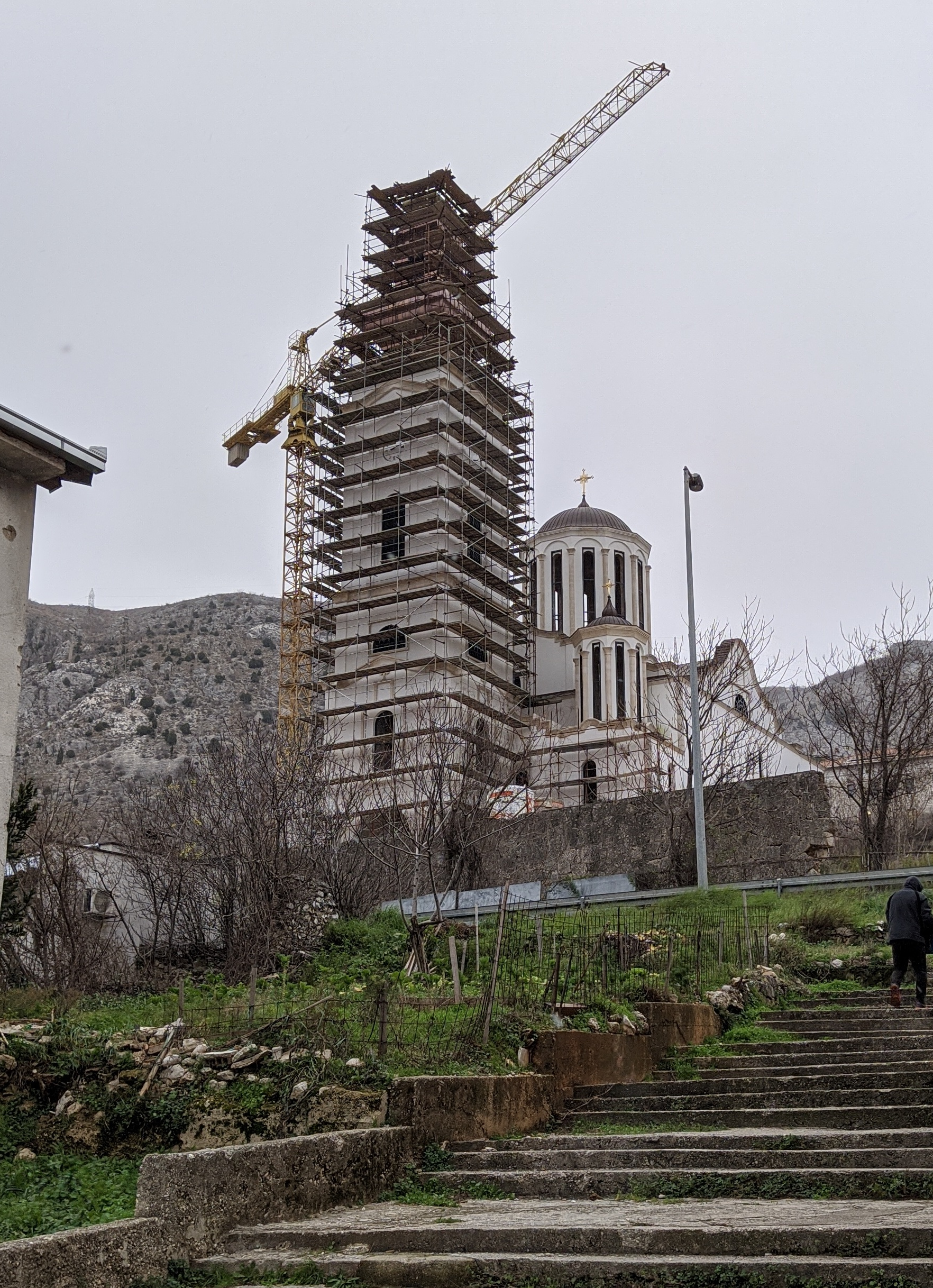
Cathédrale de la Sainte-Trinité de Mostar en reconstruction, 2021